# باريس خلال الإمبراطورية الثانية

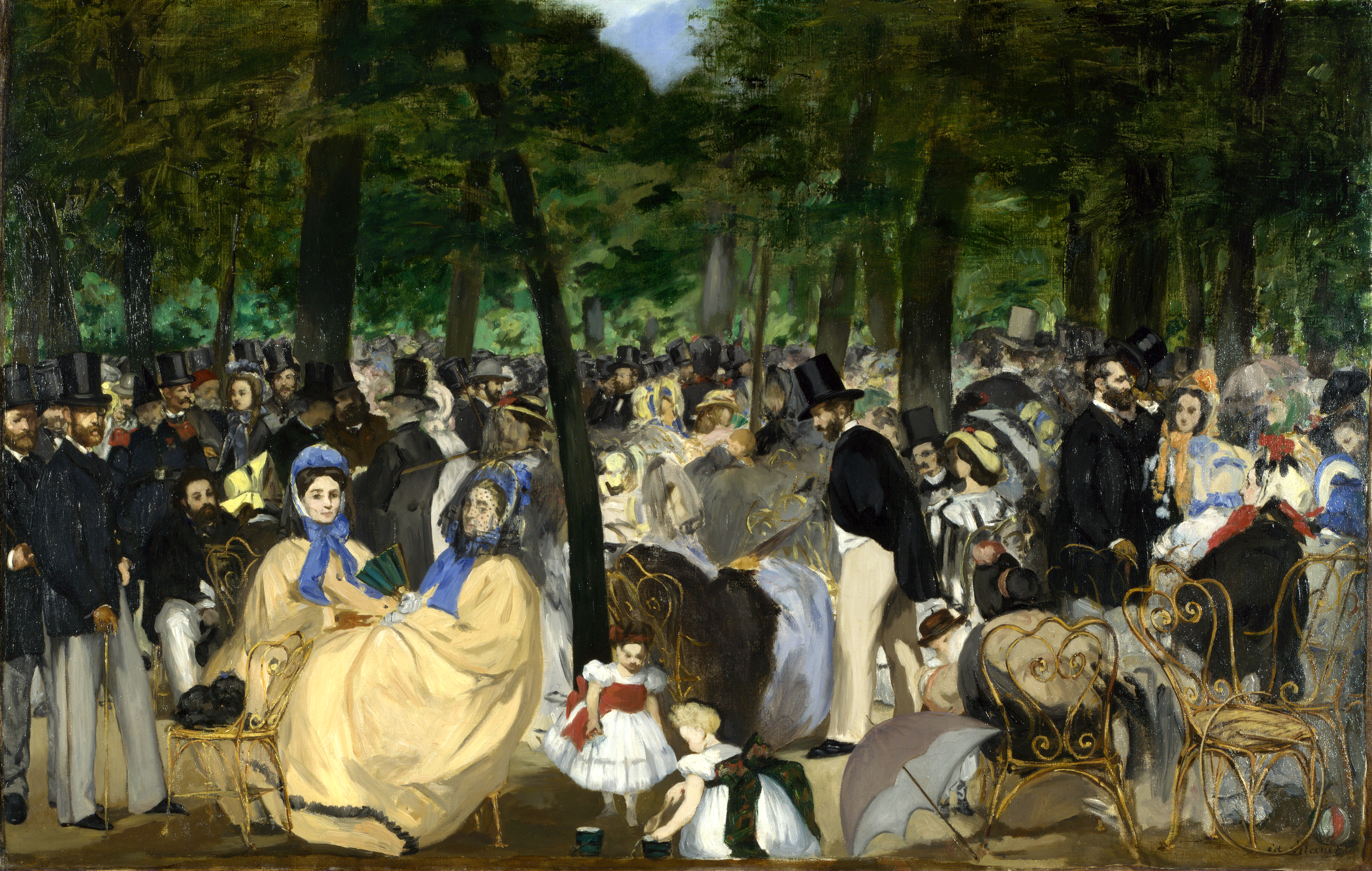

كانت باريس خلال الإمبراطورية الفرنسية الثانية، وحكم الإمبراطور نابليون الثالث (1852 – 1870)، أكبر مدينة في قارة أوروبا ومركز رائد في مجال التمويل والتجارة والموضة والفنون. نما تعداد سكان المدينة بشكل كبير، من نحو مليون إلى مليوني شخص، يعود هذا الأمر جزئيًا إلى توسع المدينة بشكل كبير، إلى حدودها الحالية، من خلال ضم إحدى عشرة بلدية مجاورة وما أعقب ذلك من إنشاء ثمانية دوائر جديدة.
في عام 1853، بدأ نابليون الثالث ومحافظ منطقة نهر السين جورج أوجين هوسمان، بمشاريع ضخمة تخص الأشغال العامة، وذلك بإنشاء جادات وحدائق ومسارح وأسواق ونُصب تذكارية، وهو مشروع دعمه نابليون الثالث لسبعة عشرة عامًا لحين سقوطه عام 1870، والذي استُكمل بعد ذلك في ظل الجمهورية الثالثة. لايزال تخطيط الشوارع والطراز المعماري الخاص بنابليون الثالث وهوسمان قائمًا إلى حد كبير وظاهرًا بشكل واضح في وسط باريس.

## باريس في عهد نابليون الثالث
ولد نابليون الثالث، ابن شقيق نابليون بونابارت، في باريس، لكنه أمضى وقتًا قليلًا من حياته هناك، وعاد إليها حين تولى رئاسة الجمهورية الفرنسية الثانية عام 1848. سابقًا، عاش معظم حياته في المنفى في سويسرا وإيطاليا والولايات المتحدة وإنجلترا. في وقت انتخابه رئيسًا لفرنسا، اضطر لسؤال فيكتور هوغو عن موقع ساحة فوج. كان متأثرًا بلندن إلى حد كبير، حيث أمضى سنواتٍ هناك في منفاه؛ أُعجب بساحاتها وشوارعها العريضة وأرصفتها وخصوصًا هايد بارك مع بحيرتها وممراتها المتعرجة، التي نسخها لاحقًا في غابة بولونيا وحدائق أخرى في باريس.
في عام 1852، امتلكت باريس العديد من الأبنية الجميلة؛ لكنها، وفقًا للعديد من الزائرين، لم تكن مدينة جميلة. كانت أهم الأبنية المدنية، مثل قصر بلدية باريس وكاتدرائية نوتردام، محاطة ومخفية بشكل جزئي بالأحياء الفقيرة. أرادهم نابليون أن يكونوا مرئيين ومتاحين. كان نابليون الثالث مولعًا باقتباس الفيلسوف الطوباوي شارل فورييه: «جيلٌ لا يعلم كيفية تشكيل مبان فاخرة هو جيلٌ لا يمكنه أن يتقدم في إطار الرفاه الاجتماعي... المدينة الهمجية هي تلك المؤلفة من مبان مرمية مع بعضها كيفما اتفق، دون أي مخطط واضح، ومُجمعة في حالة من الفوضى بين شوارع متعرجة ضيقة سيئة الإنشاء وغير صحية». في عام 1850، أعلن قائلًا: «دعونا نبذل قصارى جهدنا لنجمل هذه المدينة العظيمة. دعونا نفتح طرقًا جديدة، ونجعل الدوائر المكتظة التي تفتقد الهواء وضوء النهار صحية، واسمحوا لضوء الشمس الصحي بالتغلغل في كل زاوية من زوايا جدراننا».
حين شن نابليون الثالث انقلابًا ليصبح إمبراطورًا في ديسمبر 1852، بدأ بتحويل باريس إلى مدينة أكثر انفتاحًا وصحة وجمالًا. بدأ بالعيوب الكبيرة للمدينة: العشوائيات المكتظة وغير الصحية، تحديدًا على جزيرة المدينة؛ نقص مياه الشرب؛ المجاري التي تُفرغ مباشرة في نهر السين؛ غياب الحدائق والمساحات الخضراء، خصوصًا في الأجزاء الخارجية من المدينة؛ ازدحام الشوارع الضيقة؛ والحاجة لتسهيل النقل بين محطات القطار الجديدة.

## تجديد هوسمان لباريس
في عام 1853، كلّف نابليون الثالث محافظ منطقة السين الجديد، جورج أوجين هوسمان، بمهمة جلب مزيد من المياه والهواء والضوء إلى مركز المدينة، وتوسيع الشوارع لتسهيل حركة المرور، وجعل باريس أجمل مدينة في أوروبا.
عمل هوسمان على مشاريعه الضخمة لسبعة عشر عامًا، مُوظِفًا عشرات آلاف العمال. أعاد بناء مجاري باريس حتى لا تُفرغ ضمن نهر السين وبنى جسور مائية وخزانات لجلب المزيد من المياه العذبة. هدم معظم المباني القديمة العائدة للعصور الوسطى على جزيرة المدينة واستبدل بهم مستشفى جديد ومباني حكومية.
في مركز المدينة، وضع تصورًا لأربعة أحياء مرتبة على شكل صليب كبير: محور شمالي جنوبي يصل محطة باريس الشرقية في الشمال مع مرصد باريس في الجنوب، ومحور شرقي غربي من قصر الكونكورد على طول شارع ريفولي إلى شارع سان أنطوان. بنى أحياء جديدة واسعة من بينها جادة سان جيرمان، وحي الأوبرا، وحي فوش (في الأصل، حي الإمبراطورة)، وحي فولتير وجادة سيباستوبل وحي هوسمان. زرع أكثر من مئة ألف شجرة على امتداد الأحياء الجديدة. حيث تقاطعت، بنى ساحات جديدة ونوافير وحدائق لإعطاء مظهر متسق أكثر للمدينة. فرض معايير معمارية صارمة للمباني على امتداد الجادات الجديدة: يجب أن تكون جميعها على نفس الارتفاع وتتبع تصميمًا متشابهًا ويجب إكساء واجهاتهم جميعًا بالحجر المتدرج بالألوان القشدية. أعطى هذا جادات باريس المظهر المميز الذي حافظت عليه حتى هذا اليوم.
من أجل توفير الاستجمام والاسترخاء لكل طبقات الباريسيين، أنشأ نابليون الثالث أربع حدائق جديدة في النقاط الرئيسية للبوصلة: غابة بولونيا إلى الغرب، غابة فانسن إلى الشرق، منتزه بوت شومو إلى الشمال، ومنتزه مونسوري إلى الجنوب.
لربط عاصمته بشكل أفضل مع بقية فرنسا، ولتكون بمثابة المداخل الكبيرة للمدينة، بنى نابليون الثالث محطتي قطار جديدتين، محطة الشمال ومحطة أوستيرليتس، وأعاد بناء محطة باريس الشرقية ومحطة ليون. لإنعاش الحياة الثقافية للمدينة، أزال منطقة المسرح القديم، «جادة الجريمة»، استبدل بها خمس مسارح جديدة، وأمر بإنشاء دار أوبرا جديد، قصر الغارنييه، ليكون دارًا جديدًا لأوبرا باريس، وحجر الزاوية في عملية تجديد مركز المدينة. أكمل أيضًا اللوفر، الذي توقف العمل عليه منذ الثورة الفرنسية، بنى سوق مركزي للزجاج الضخم والحديد في ليه آل، وأنشأ أسواق جديدة في كل دائرة. 

## الأدب
كان فيكتور هوغو أشهر كتّاب باريس خلال الإمبراطورية الثانية، أمضى بضعة أيام فقط في المدينة طوال فترة الإمبراطورية الثانية. نُفي لوقتٍ قصير بعد استلام نابليون الثالث للسلطة عام 1852، ولم يعد حتى سقوط نابليون عام 1870. صرح الإمبراطور علنًا أنه يمكن لهوغو العودة حينما يشاء؛ لكن هوغو رفض باعتبار الأمر مسألة مبدأ، وكتب حين كان في المنفى كتبًا ومقالات تسخر وتستخف بنابليون الثالث. نُشرت روايته البؤساء في باريس في أبريل ومايو 1862 ولاقت نجاحًا شعبيًا باهرًا، إلا أنها انتُقدت من قِبل غوستاف فلوبير، الذي قال أنه لم «يجد فيها حقيقة ولا عظمة».
غادر ألكسندر دوما (1802 – 1870) باريس عام 1851، قبل إعلان الإمبراطورية الثانية تمامًا، يعود سبب مغادرته جزئيًا إلى الاختلافات السياسية مع نابليون الثالث، لكن، السبب الأكبر هو ديونه الكبيرة وأراد بذلك تجنب الدائنين. بعد الذهاب إلى بلجيكا وإيطاليا وروسيا، عاد إلى باريس عام 1864 وكتب عمله الكبير الأخير، فارس سان هيرمان، قبل وفاته عام 1870.
أصبح ابن دوما، ألكسندر دوما الابن (1824 – 1895)، أنجح كاتب مسرحي في الإمبراطورية الثانية. عُرضت روايته الدرامية 1852 غادة الكاميليا لمئة مرة على شكل مسرحية وحُوّلت إلى أوبرا، تحت اسم لا ترافياتا، من قِبل جوزبي فيردي عام 1853.
بعد فيكتور هوغو، كان غوستاف فلوبير أهم كاتب في الإمبراطورية الثانية (1821 – 1880). نشر روايته الأولى مدام بوفاري، عام 1857، وتبعها بروايتي  التربية العاطفية وسالامبو عام 1869. اتُهم هو وناشره بسوء الأخلاق بناءً على رواية مدام بوفاري. جرت تبرئة كليهما، وساعدت الدعاية التي جاءت من وراء المحاكمة في تحقيق الرواية لنجاح تجاري وفني بارز.
كان شارل بودلير (1821 – 1867) أهم شاعر في الإمبراطورية الثانية، نشر أزهار الشر عام 1860. وقع بمشاكل مع الرقابة، واتُهم بمخالفة الآداب العامة. أُدين وغُرّم، ومُنعت ست قصائد له، لكنه قدم استئنافًا، وخُفضت الغرامة، وظهرت القصائد الممنوعة في النهاية. هوجم عمله من قِبل ناقد لو فيغارو، الذي قال بأن «ما ليس شائنًا فيها هو مبهمٌ»، لكن عمل بودلير وابتكاره كان ذو تأثير كبير على الشعراء الذين حذو حذوه.
كان من بين أهم كُتّاب الجيل الشاب في باريس، إيميل زولا (1840 – 1902). كان عمله الأول في باريس  موظف شحن للناشر هاشيت؛ عمل لاحقًا مدير النشر في الشركة. نشر قصصه الأولى عام 1864، وروايته الأولى عام 1865، وكانت روايته تيريز راكون أول نجاح أدبي له عام 1867.
كان ألفونس دوديه (1840 – 1897) من الكُتاب المهمين أيضًا في ذلك الوقت، أصبح السكرتير الخاص للأخ غير الشقيق لنابليون الثالث وكبير مستشاريه، شارل دو مورني. أصبح كتابه رسائل من طاحونتي (1866) من كلاسيكيات الأدب الفرنسي.
كان جول فيرن (1828 – 1905) أحد أشهر الكُتّاب في الإمبراطورية الثانية، عاش في الحي الذي يُدعى اليوم حي جول فيرن. عمل في مسرح ليريك وسوق باريس للأوراق المالية (بورصة باريس)، بينما أجرى أبحاثًا من أجل قصصه في المكتبة الوطنية. كتب قصصه ورواياته الأولى في باريس، من بينها رحلة إلى مركز الأرض (1864)، ومن الأرض إلى القمر (1864)، وعشرون ألف فرسخًا تحت البحر (1865).